# Estadi Arosvallen
L'Estadi Arosvallen és un estadi de futbol de la ciutat de Västerås, a Suècia.
Va ser inaugurat l'any 1931 i va ser seu de la Copa del Món de Futbol de 1958.
Té una capacitat per a 10.000 espectadors, però el seu rècord de públic va ser el 18 de febrer de 1934 en un partit de bandy amb 11.231 espectadors veient el partit Västerås SK-IFK Uppsala (1–5).